# Kepler-90 g

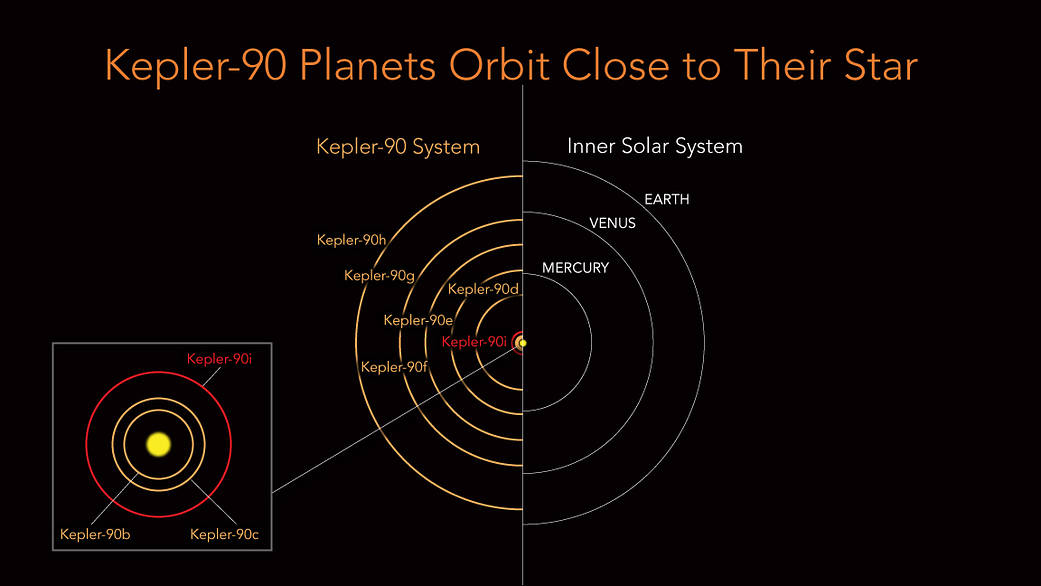
Rappresentazione del Sistema planetario di Kepler 90 g

Kepler-90 g è un pianeta extrasolare orbitante attorno alla stella Kepler-90, una nana gialla simile al nostro Sole situata nella costellazione del Dragone. 
È il sesto di sette pianeti ed è uno dei più vicini alla zona abitabile della sua stella, anche se non ne fa comunque parte, al contrario di Kepler-90 h. Come quest'ultimo è un gigante gassoso, privo di superficie solida, ma uno studio del 2020 ha calcolato una massa di appena 15+0,9
−0,8 M⊕, che per un pianeta con un raggio oltre 8 volte quello solare equivale a una densità di appena 0,15 g/cm³, vale a dire quasi 5 volte minore della densità di Saturno. Per questo motivo il pianeta è stato definito un super-puff, un tipo di giganti gassosi la cui atmosfera, a causa del calore della stella, si è enormemente gonfiata.